# Сан-Мартинью-ди-Алвиту
Сан-Марти́нью-ди-Алви́ту (порт. São Martinho de Alvito) — район (фрегезия) в Португалии, входит в округ Брага. Является составной частью муниципалитета  Барселуш. Находится в составе крупной городской агломерации Большое Минью. По старому административному делению входил в провинцию Минью. Входит в экономико-статистический  субрегион Каваду, который входит в Северный регион. Население составляет 379 человек на 2001 год. Занимает площадь 1,20 км².